# Fährwall 18 (Stralsund)
Das Haus mit der postalischen Adresse Fährwall 18 ist ein denkmalgeschützter Gebäudekomplex in Stralsund am Fährwall. Es ist Sitz der Feuerwehr Stralsund.

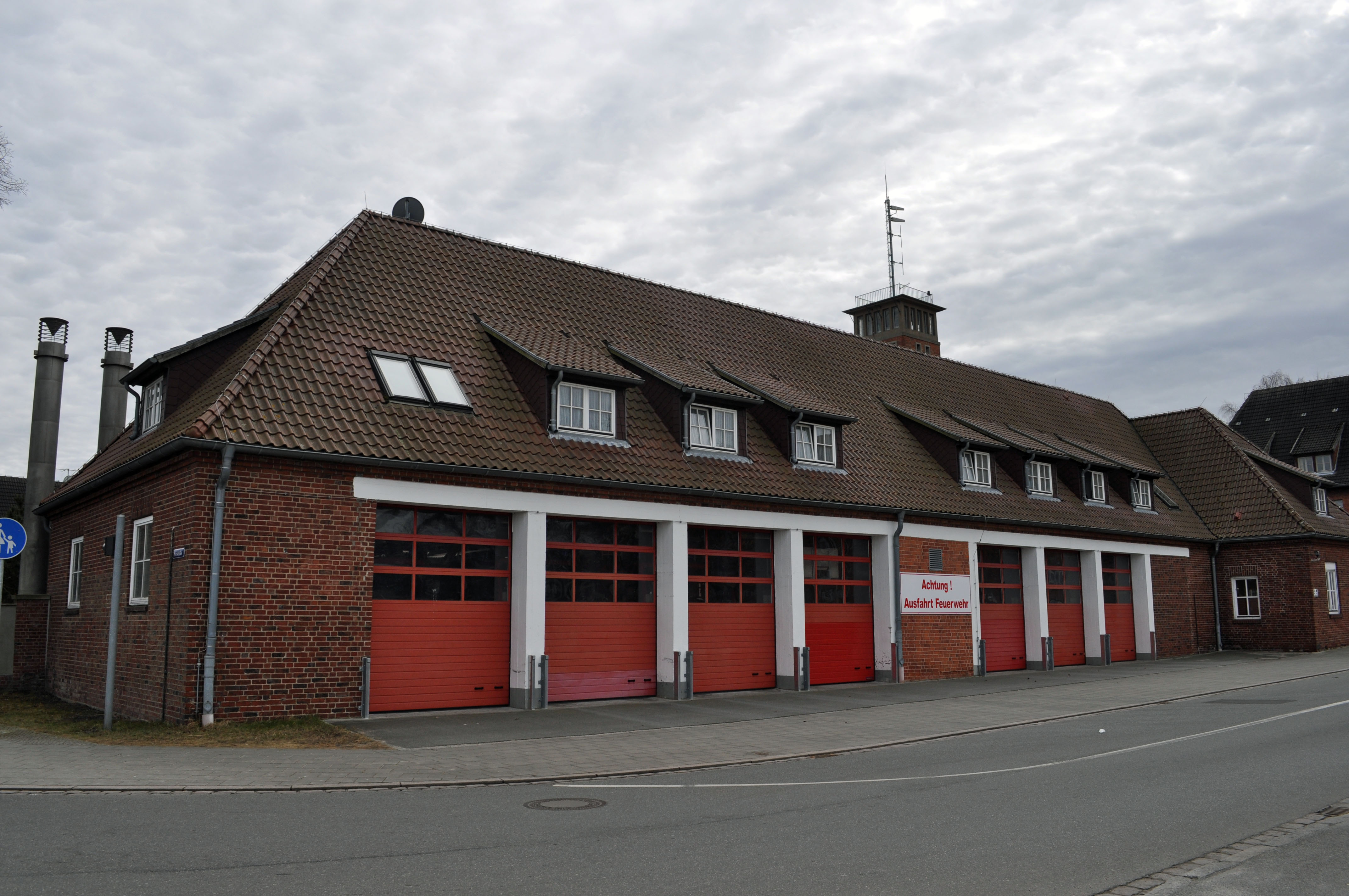
Fährwall 18, von der Seestraße betrachtet, Fahrzeughalle der Feuerwehr Stralsund (2012)

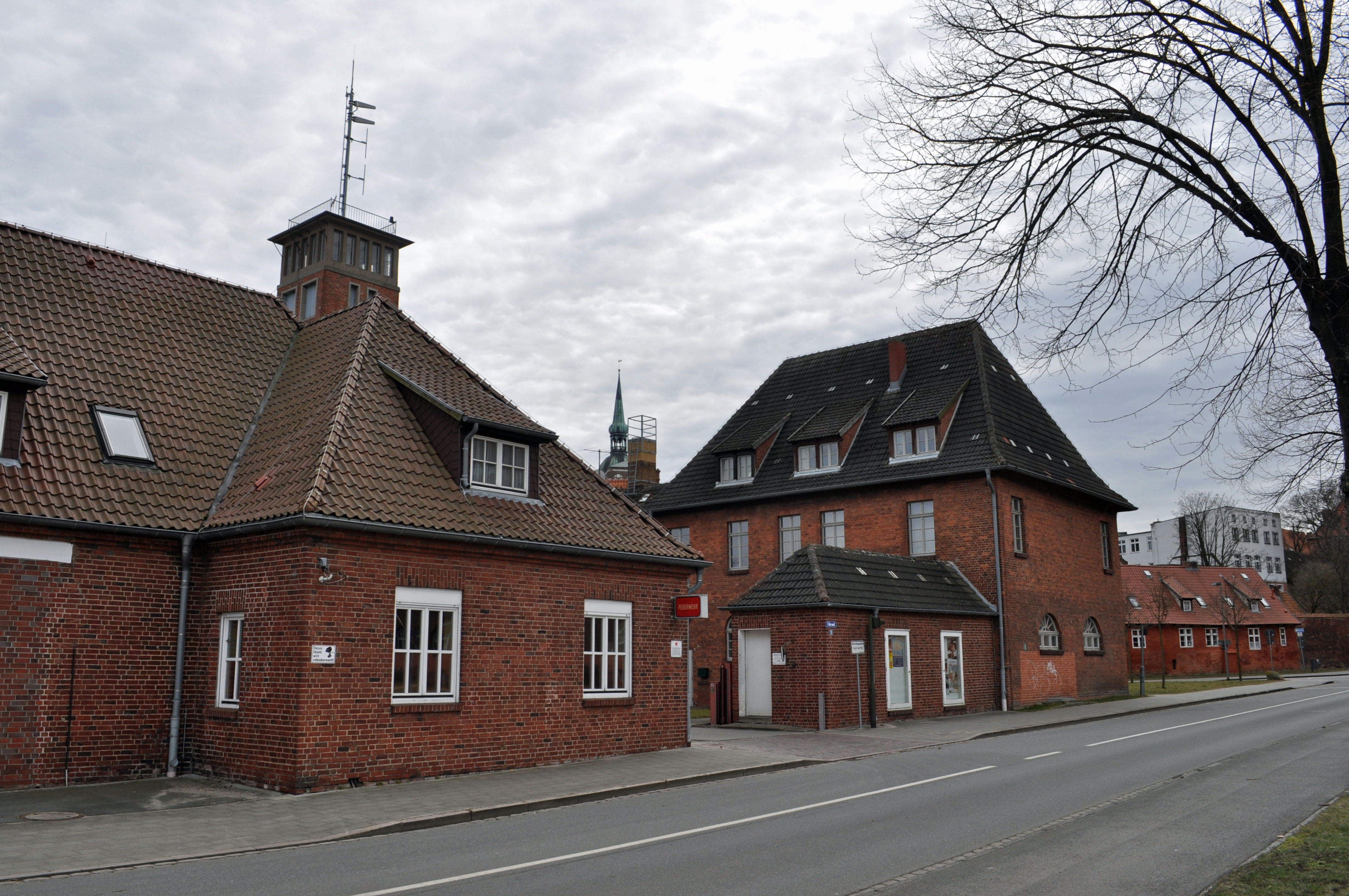
Fährwall 18, von der Seestraße aus betrachtet, Wache der Feuerwehr Stralsund (2012)

An der Seestraße steht die Fahrzeughalle. Sie wurde im Jahr 1937 errichtet. Die Wache befindet sich im um 1920 errichteten, zweigeschossigen Haus direkt an der Ecke zur Seestraße. Die Fassaden sind jeweils in Backstein ausgeführt.
Zum Gebäudekomplex gehört auch ein nach dem Zweiten Weltkrieg errichteter Turm aus Backstein.
Die Gebäude liegen im Kerngebiet des von der UNESCO als Weltkulturerbe anerkannten Stadtgebietes des Kulturgutes „Historische Altstädte Stralsund und Wismar“. In die Liste der Baudenkmale in Stralsund sind sie mit der Nummer 189 eingetragen.